# Zorzines contravalida
Zorzines contravalida är en fjärilsart som beskrevs av Inoue 1982. Zorzines contravalida ingår i släktet Zorzines och familjen nattflyn. Inga underarter finns listade i Catalogue of Life.